# پرستون، میسوری
پرستون (به انگلیسی: Preston) یک روستا (ایالات متحده آمریکا) در ایالات متحده آمریکا است که در شهرستان هیکوری، میزوری واقع شده‌است.
 پرستون ۱٫۹۵ کیلومتر مربع مساحت و ۲۲۳ نفر جمعیت دارد و ۳۱۸ متر بالاتر از سطح دریا واقع شده‌است.